# F706i
FOMA F706i（フォーマ・エフ なな まる ろく アイ）は、富士通によって開発された、NTTドコモの第三世代携帯電話（FOMA）端末である。

## 概要
F703i・F704i・F705iに続き、IPX5 / IPX7相当の防水に対応。形状は回転2軸式である。NTTドコモの防水携帯電話で初めて、ワンセグ・フルブラウザを搭載。
背面には、前機種と同様の37セグメントのフローティングサインに加え、6灯の白色LED・3色LEDのフローティングイルミが背面全体に配置されている。開閉時のイルミネーションのパターンは、全70種類に増えている。
F705iにも搭載されていた、スーパーはっきりボイス・はっきりマイクも搭載されている。
SH906iTVとともに、ドコモの新ロゴマークを付けた機種では最初に発売。
また、FOMAはこの年の秋冬モデルより型番ルールを一新し、90x、70xの概念が廃止されたため、従来の型番でこの新ロゴを付けたのは706iとSH906iTVのみとなる。
| 主な対応サービス           | 主な対応サービス                    | 主な対応サービス           | 主な対応サービス                       |
| -------------------------- | ----------------------------------- | -------------------------- | -------------------------------------- |
| DCMX／おサイフケータイ     | うた・ホーダイ                      | 着うたフル／着うた         | デジタルオーディオプレーヤー(WMA)(AAC) |
| 直感ゲーム／メガiアプリ    | Music&Videoチャネル／ビデオクリップ | 3Gローミング（WORLD WING） | プッシュトーク                         |
| FOMAハイスピード           | GPS／ケータイお探し                 | デコメール／デコメ絵文字   | iチャネル                              |
| 着もじ                     | テレビ電話／キャラ電                | 電話帳お預かりサービス     | フルブラウザ                           |
| おまかせロック／バイオ認証 | 外部メモリーへiモードコンテンツ移行 | トルカ                     | iC通信／iCお引越しサービス             |
| きせかえツール／マチキャラ | バーコードリーダ／名刺リーダ        | 2in1                       | エリアメール                           |

1. ↑  インカメラ非搭載のため、「体を動かす」を中心とした一部のコンテンツには非対応。
2. ↑  BモードのメールはWebメールとなる。

## 歴史
- 2008年4月15日、電気通信端末機器審査協会 (JATE) 通過、5月27日、開発発表、6月20日、発売開始。
- 2008年10月28日、不具合報告およびソフトウェアアップデートの実施。

## メーカーによる宣伝
- テレビCMによる広告は、前モデルのF705iに続き木村拓哉が出演。プールサイドでワンセグを視聴している内容であり、ワンセグ機能が追加されたことを強調している。

## 不具合
- 2008年10月28日に以下の不具合が報告され、ソフトウェアアップデートで対応された。（参照）F706iのソフトウェアアップデートのお知らせ
  - 2タッチ入力を設定し、文字入力を行うと、電源が切れ、再起動してしまう場合がある。
  - microSDカードに保存した音楽をデジタルオーディオプレーヤーで再生すると音飛びが発生することがある。